# 話音廣播
話音廣播(Voice broadcasting)是一種在1990年代興起的大眾傳播模式，透過電話線路把電話預錄信息傳送至數百至數千的受眾。這種傳播方式不論在商業上及社區上都有應用：在商業上有兩方面，一方面是讓跨過企業透過公司內部的網路系統傳遞企業信息；第二方面是透過公共交換電話網傳遞廣告信息。而在社區上，一般都會用於發送災害信息，例如：天氣、疫情等信息。信息的發送方法亦可以有兩個方向：一方面可以讓受眾打電話到指定的電話號碼收聽信息，另一方面亦可以由電腦自動向受眾撥電話傳送廣告信息。
話音廣播系統負責管理話音廣播信息：它有一個數據庫儲存系統內所有預錄信息，若系統會撥打電話的話，還會儲有目標受眾的電話列表。透過與系統連接的電話部件，電腦可以同時向數以千計的受眾發向信息，視乎系統的容量和處理速度而定。另外，透過文字轉話音系統(TTS)，更可為受眾的信息進行個人化。
較高級的系統更包括可偵測自動答錄機的系統，一旦發現受眾的電話被飛往自動答錄機，可選擇自動斷線，又或播放一段指示受眾撥打電話聯絡的預錄信息。

## 互動式話音廣播
「互動式話音廣播」(Interactive voice broadcasting)，亦作「互動式話音口信」(Interactive voice messaging)，是一種互動式系統，透過辨識用戶傳送過來的按鍵，可以讓用戶透過電話的鍵盤來操作，並聆聽預錄信息。這亦是一種互動式語音應答系統(Interactive voice response，IVR)。

## 參看
- 互動式語音應答